# Poa pannonica
Poa pannonica là một loài thực vật có hoa trong họ Hòa thảo. Loài này được A.Kern. miêu tả khoa học đầu tiên năm 1864.